# Testpilot

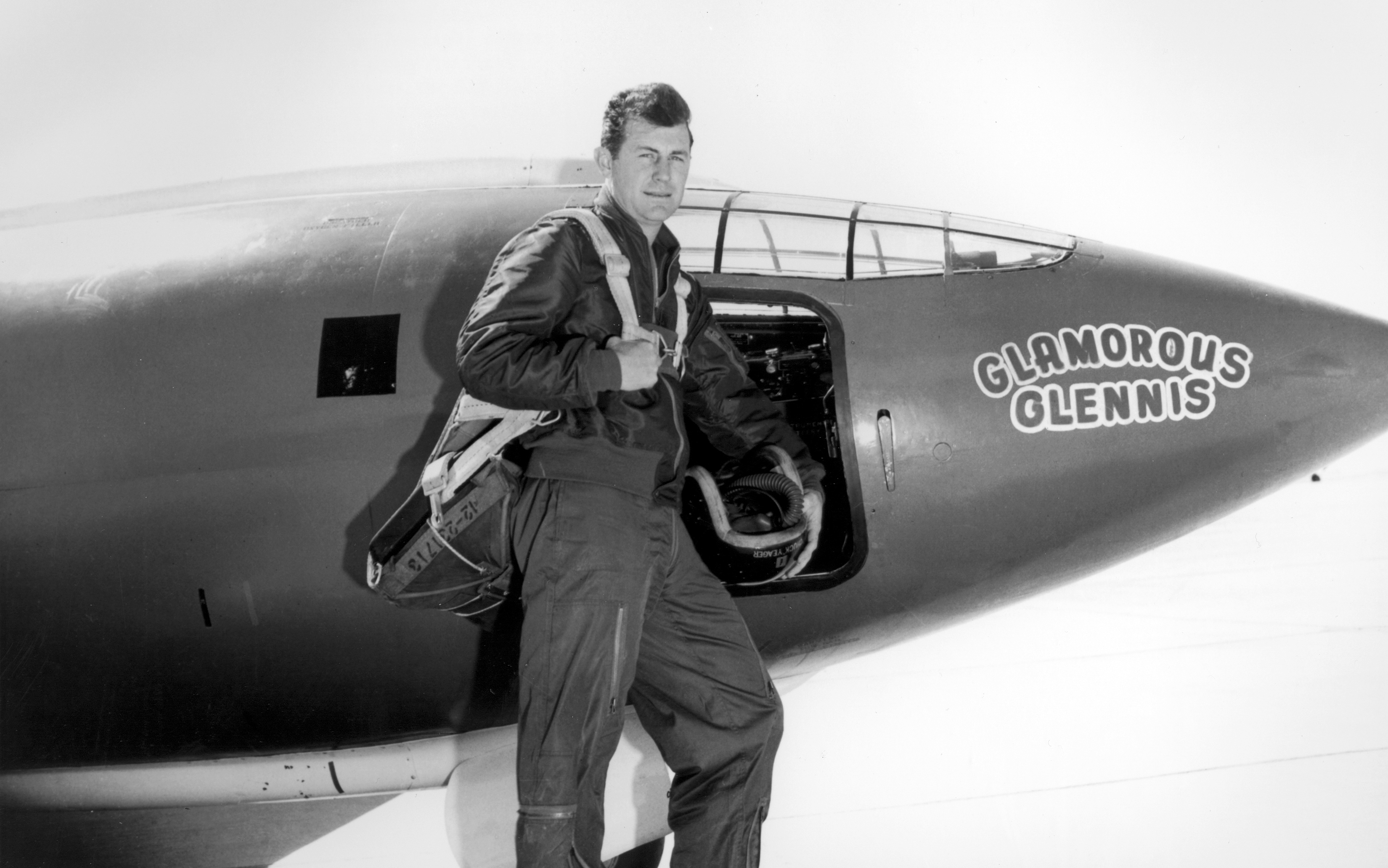
Testpilot Yeager vor einer Bell X-1

Ein Testpilot, früher auch Erprobungsflieger, ist ein erfahrener und speziell geschulter Pilot, zu dessen Hauptaufgabe die Erprobung von Fluggeräten und deren Systemen zählt. Er ist für die Durchführung eines üblicherweise zuvor genau festgelegten Flugtestprogramms zuständig. Typischer Gegenstand solcher Testprogramme ist z. B. das Erfliegen der Grenzbereiche eines Fluggeräts (z. B. Geschwindigkeiten, Startgewichte, Überzieh- und Trudelverhalten), Erprobung neuer Komponenten oder Nachweisflüge für die Zulassung.

## Geschichte

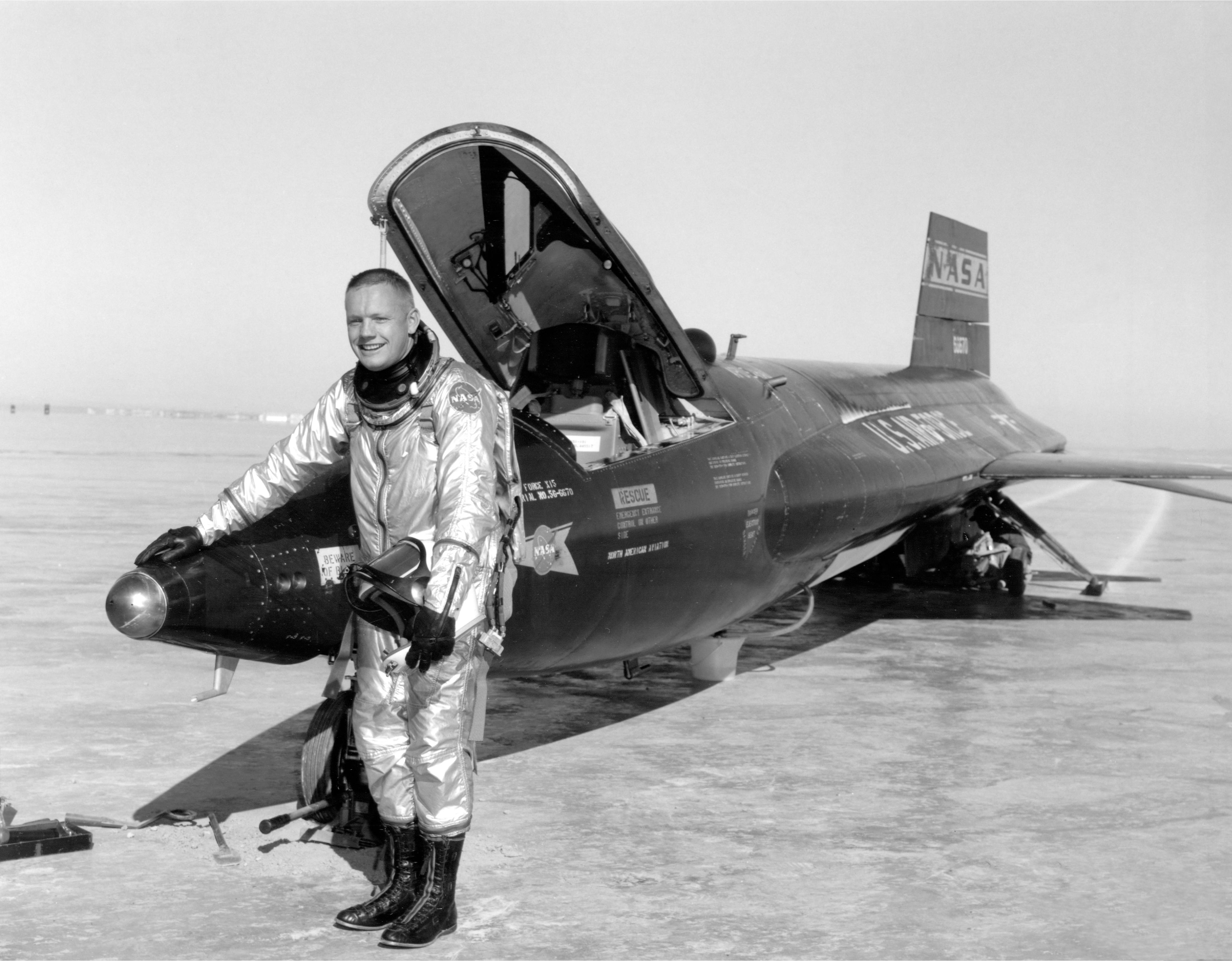
Testpilot und späterer erster Mann auf dem Mond Neil Armstrong mit X-15 (1960)

Die ersten systematischen Tests von Flugzeugen wurden im Ersten Weltkrieg am Royal Aircraft Establishment (RAE) in Großbritannien durchgeführt. In den 1920er-Jahren wurden diese Testflüge sowie deren Durchführung am RAE und bei der NACA in den USA weiter vorangetrieben. Als die NACA 1958 in die NASA überging und der Schwerpunkt der Testflüge sich in die Bereiche Stabilität und Bedienbarkeit verlegte, entwickelte sich die Arbeit des Testpiloten hin zu einer mehr technisch-wissenschaftlich betonten Vorgehensweise. Ab dieser Zeit wurde mehr Wert auf die Qualität sowie die Reproduzierbarkeit der Testflüge gelegt.

## Schulen
Die weltweit älteste Testpilotenschule ist die inzwischen in einer Public-Private Partnership von QinetiQ für das UK MoD betriebene militärische Empire Test Pilots’ School (ETPS) in Boscombe Down, Wiltshire, Großbritannien. In Europa existieren außer der ETPS noch die militärische EPNER (Ecole du Personnel Navigant d’Essai et de Reception) in Istres, Frankreich, und das Zentrum der Raumfahrtausbildung und Flugerprobung im Michail-Gromow-Institut für Flugforschung in Schukowski in der Nähe von Moskau, Russland. In den USA sind die Testpilotenschule der US Air Force auf der Edwards Air Force Base und die Testpilotenschule der US-Navy auf der Naval Air Station Patuxent River, Maryland, die wichtigen militärischen Ausbildungsstätten für Testpiloten und Flugtestingenieure. In Kalifornien sitzt zudem die private Testpilotenschule NTPS auf dem Mojave Air & Space Port. Die private ITPS (International Test Pilot School), welche früher in Woodford, Großbritannien, stationiert war, zog 2006 nach Kanada. Weitere Testpilotenschulen existieren zum Beispiel in Brasilien und Indien.

## Ausbildung
Um Testpilot zu werden, muss ein Anwärter die folgenden klassischen Eigenschaften, neben einer abgeschlossenen Pilotenausbildung, mitbringen:
- Die Fähigkeit, ein vorgegebenes Testprogramm zu verstehen und es mit höchstmöglicher Präzision umzusetzen,
- die Fähigkeit, jeden Test genau und umfassend zu dokumentieren,
- ein ausgezeichnetes Gespür für das Fluggerät und die Fähigkeit, ungewöhnliche Verhaltensweisen des Fluggeräts während eines Tests genau zu analysieren,
- die Fähigkeit, Probleme mit dem Fluggerät während eines Tests schnell zu lösen, und
- die Fähigkeit, mit vielen (schiefgehenden) Dingen gleichzeitig fertigzuwerden (Multitasking).

Daneben benötigt ein Testpilot im Allgemeinen ein naturwissenschaftliches oder ingenieurwissenschaftliches Hochschulstudium, idealerweise in Luftfahrttechnik, Maschinenbau oder Elektrotechnik. Nur dadurch ist er in der Lage, hochkomplexe Zusammenhänge in der Erprobungsphase neu konstruierter Flugzeuge zu verstehen und die Erkenntnisse in mathematischer Hinsicht darzustellen. Darauf folgt eine sechs- bis zwölfmonatige Theoriephase an einer der international anerkannten Testpilotenschulen. Diese gliedert sich, am Beispiel der Testpilotenschule der US Air Force, in theoretischen Unterricht, Training im Simulator und praktische Übungen in Flugzeugen unterschiedlichster Art, vom einmotorigen Flugzeug über Verkehrsmaschinen bis hin zum militärischen Kampfflugzeug. Da die Ausbildung sehr teuer ist, kommen die meisten Absolventen aus den nationalen Luftwaffen. Diese verfügen sowohl über das seit Jahren obligatorische Ingenieurstudium als auch über die erforderliche fliegerische Erfahrung.
Der praktische Teil besteht aus den vier Hauptphasen „Durchführung & Effizienz“, „Fliegerische Fähigkeiten“, „Systeme“ und „Testmanagement“. Die Ausbildung gilt als äußerst anspruchsvoll und vermittelt dem angehenden Testpiloten alle Fähigkeiten um ein beliebiges Fluggerät sowie beliebige Avioniksysteme zu fliegen und zu testen.

## Aufgaben

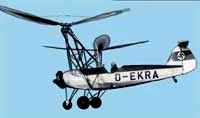
Hanna Reitsch fliegt den Focke-Wulf-Helikopter

Testpiloten arbeiten für militärische oder zivile Organisationen, wie Flugzeughersteller oder Fluggesellschaften, in verschiedenen Aufgabenbereichen vom Erstflug eines neuen Flugzeugprototyps, über die Erprobung des Flugzeuges und seiner Ausrüstung bis hin zur Endabnahme eines Serienflugzeugs vor Auslieferung an den Kunden. Diese fliegerische Erprobung umfasst unter anderem das Erfliegen der Grenzbereiche, also zum Beispiel der Mindest- und Maximalgeschwindigkeiten in verschiedenen Konfigurationen (ein- und ausgefahrenes Fahrwerk, verschiedene Klappenstellungen usw.). Ebenso wird das Verhalten des Fluggeräts in ungewöhnlichen Flugzuständen, wie im Trudeln oder im Strömungsabriss untersucht. Die Methoden, wie diese Flugzustände zu vermeiden und gegebenenfalls wieder auszuleiten sind, werden ebenfalls während der fliegerischen Erprobung von Testpiloten (mit-)entwickelt. Weiterhin werden maximale Abflug- und Landegewichte ermittelt und erprobt, Notverfahren bei Ausfällen von Komponenten des Fluggeräts entwickelt und erprobt sowie effiziente Methoden der Bedienung des Fluggerätes entwickelt. Auch das Erzeugen von Daten zur Validierung von Berechnungs- und Simulationsmodellen gehört zur Aufgabe von Testpiloten. Ebenso werden die Komponenten und Systeme eines neuen Flugzeuges vor der Übergabe an den Kunden von Testpiloten umfassend im Flug überprüft.
Neben der fliegerischen Erprobung sind Testpiloten an der Entwicklung der Testprogramme, der Dokumentation sowie der Auswertung der einzelnen Tests beteiligt und können dort aufgrund ihrer Ausbildung den Entwicklungsingenieuren Feedback zu den getesteten Flug- und Avioniksystemen geben. Ebenso gehört die Ausbildung der Ausbilder (zum Teil) zu ihren Pflichten. Zu guter Letzt werden Testpiloten zur Flugunfalluntersuchung als Spezialisten oder für Tests herangezogen.

## Gefahren

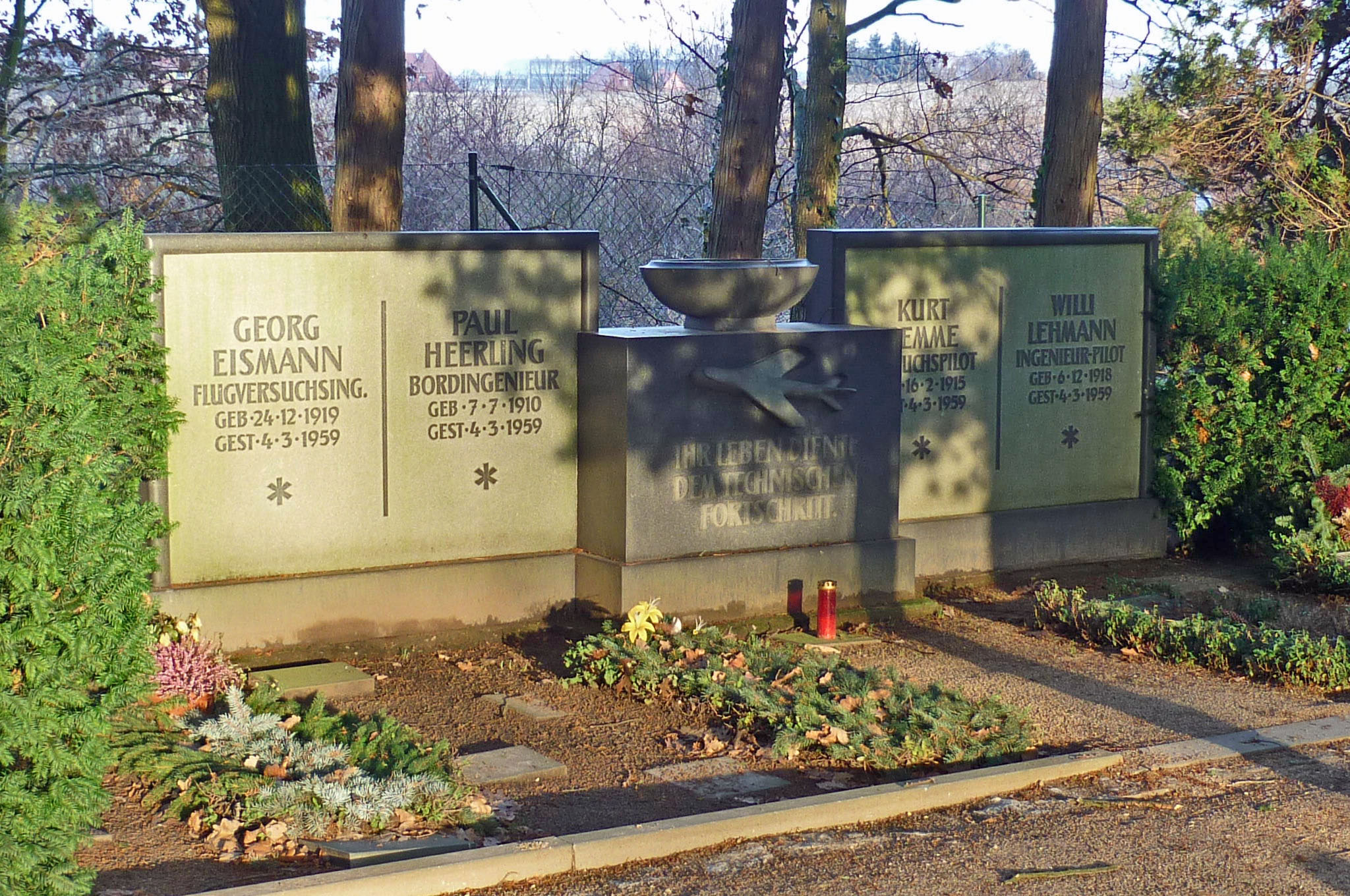
Grab der Testpiloten der 152, die am 4. März 1959 bei Dresden abstürzte

Bei Testflügen kann es jederzeit zu ungewöhnlichen Situationen kommen. Sei es, weil Komponenten und Systeme ausfallen, oder weil sie anders reagieren als vorgesehen. Je nachdem, ob und wie ein Testpilot auf diese Situationen reagiert, besteht das Risiko eines schweren Unfalls oder im schlimmsten Fall eines Absturzes. Zur Minimierung dieser Gefahren werden Testprogramme deshalb normalerweise schrittweise aufeinander aufbauend ausgelegt. Ebenso werden Testprogramme immer mehr durch Computer und Simulationen ersetzt oder vorausberechnet. Dadurch reduziert sich das Risiko für den Testpiloten deutlich.

## Weitere Testpiloten
Ebenfalls als Testpilot bezeichnet werden Piloten, die neue Fluggeräte in verschiedenen Flugsportarten, z. B. Gleitschirme, Hängegleiter oder Speedflyer, probefliegen und testen. Auch hier werden, genau wie im Flugzeug, Geschwindigkeiten erflogen und Grenzbereiche ausgetestet. Da es sich um Sportgeräte handelt, die zum Teil später von wenig erfahrenen Piloten geflogen werden, spielt in diesen Tests zusätzlich die Reaktion des Fluggeräts auf verzögerte und falsche Reaktionen des Piloten eine große Rolle. Obwohl diese Testpiloten durch ihre Rückmeldungen zum Flugverhalten des Fluggeräts großen Einfluss auf die Konstruktion haben, wird selten ein naturwissenschaftliches Studium vorausgesetzt; es „genügen“ weit überdurchschnittliches Können und langjährige Erfahrung.
Im Motorsport werden zum Beispiel in der Formel 1 Fahrer als Testpiloten bezeichnet, die die Rennwagen neben den regulären Fahrern erproben, aber nicht in den Rennen antreten. Ein anderer gebräuchlicher Begriff in diesem Zusammenhang ist Testfahrer.

## Testpiloten in der Raumfahrt
Vom 17. Juli 1962 bis zum 21. August 1968 erreichten 13 Flüge der X-15 eine Höhe von über 50 Meilen. Nach US-Definition beginnt dort der Weltraum, sodass die acht Piloten dieser Flüge in den USA als Raumfahrer gelten. Die fünf militärischen Piloten Robert White, Robert Rushworth, Joe Engle, William Knight und Michael Adams erhielten für diese Leistung Astronautenschwingen als Auszeichnung. Die drei am X-15-Programm beteiligten zivilen Piloten wurden erst am 24. August 2005 mit den Schwingen geehrt. Bill Dana nahm die Auszeichnung selbst in Empfang; die verstorbenen Piloten Joe Walker und John McKay wurden durch Angehörige vertreten.
Nach Definition der Fédération Aéronautique Internationale (FAI) liegt die Grenze zum Weltraum bei 100 km. Nur zwei der X-15-Flüge überschritten diese Grenze: Flug 90 am 19. Juli 1963 mit 106.010 m und der Flug am 22. August 1963 mit 107.960 m. Beide Male war der Pilot Joe Walker, sodass er, nach internationaler Definition, der einzige Pilot war, der mit der X-15 den Weltraum erreichte.
Die ersten sieben Astronauten des NASA-Weltraumprogramms Alan Shepard, Virgil Grissom, John Glenn, Scott Carpenter, Walter Schirra, Deke Slayton, Gordon Cooper waren durchweg militärische Testpiloten. Auch bei den Space-Shuttle-Einsätzen waren viele der Piloten ehemalige Testpiloten.

## Berühmte Testpiloten
| (Sortierung frei wählbar) \| Pilot \| Nachname \| Geburtsdatum \| Anmerkungen \| \| ------------------------------------ \| ----------- \| ------------------ \| -------------------------------------------------------------------------------------------------------------------------------------------------------------------------------------------- \| \| Adolphe Pégoud \| Pégoud \| 13. Juni 1889 \| Testpilot bei Louis Blériot, erster Fallschirmabsprung eines Piloten aus einem Flugzeug (Blériot XI), Flugvorführungen mit Messer-, Rücken-, Sturzflug und Looping vor dem Ersten Weltkrieg. \| \| Willy Neuenhofen \| Neuenhofen \| 24. April 1897 \| Flog am 26. Mai 1929 mit 12.739 m mit einer Junkers W 34 einen Höhenweltrekord, verunglückte 1936 tödlich mit dem ersten Prototyp der Junkers Ju 87. \| \| Iwan Fjodorowitsch Petrow \| Petrow \| 6. Oktober 1897 \| Flog als Testpilot am Forschungsinstitut der Luftstreitkräfte der Sowjetunion 137 verschiedene Flugzeugtypen. \| \| Michail Michailowitsch Gromow \| Gromow \| 24. Februar 1899 \| Flog 1937 10148 Kilometer von Moskau nach San Jacinto/Kalifornien und überquerte dabei den Nordpol. \| \| Waleri Pawlowitsch Tschkalow \| Tschkalow \| 2. Februar 1904 \| Führte 1937 einen Transpolarflug von Moskau nach Vancouver durch. \| \| Wladimir Konstantinowitsch Kokkinaki \| Kokkinaki \| 25. Juni 1904 \| Gab während seiner 40-jährigen Laufbahn kein einziges Flugzeug auf. \| \| Erich Warsitz \| Warsitz \| 18. Oktober 1906 \| Erster Flug eines Jet-Flugzeuges Heinkel He 178 (27. August 1939) und eines Flüssigkeits-Raketenflugzeuges Heinkel He 176 (20. Juni 1939). \| \| Heini Dittmar \| Dittmar \| 30. März 1911 \| Erster Flug mit einer Geschwindigkeit von mehr als 1000 km/h (1003,67 km/h, 2. Oktober 1941, Messerschmitt Me 163 „Komet“). \| \| Hanna Reitsch \| Reitsch \| 29. März 1912 \| 40 Rekorde in allen Klassen und Flugzeugtypen. \| \| Ludwig Hofmann \| Hofmann \| 19. Juli 1912 \| Jungfernflug mit der Flettner Fl 282 Kolibri, dem ersten einsatzfähigen Hubschrauber der Welt. \| \| Heinz Scheidhauer \| Scheidhauer \| 16. August 1912 \| War Testpilot bei Horten und überflog als erster Mensch im Segelflugzeug die Anden. \| \| Erich Klöckner \| Klöckner \| 22. November 1913 \| Erster Segelflug am Rand der Stratosphäre 11. Oktober 1940 (erreichte Höhe: 11.460 m). \| \| Mark Lasarewitsch Gallai \| Gallai \| 16. April 1914 \| Testete mindestens 124 Flugzeugtypen. \| \| Fritz Wendel \| Wendel \| 21. Februar 1915 \| Geschwindigkeitsweltrekord (755 km/h) für Kolbenmotorflugzeuge (26. April 1939) mit der Messerschmitt Me 209. \| \| Lothar Sieber \| Sieber \| 7. April 1922 \| Erster bemannter senkrechter Raketenstart am 1. März 1945 mit der Bachem Ba 349 „Natter“ (dabei tödlich verunglückt). \| \| Alvin White \| White \| 9. Dezember 1918 \| Cheftestpilot der North American Aviation und des XB-70-Programms. \| \| Eric Melrose Brown \| Brown \| 21. Januar 1919 \| Testpilot, der die meisten Flugzeugmuster weltweit flog (487 verschiedene Flugzeuge). Außerdem kann er die Rekordzahl von 2407 Flugzeugträgerlandungen vorweisen. \| \| Albert Scott Crossfield \| Crossfield \| 2. Oktober 1921 \| Erster Flug mit Mach 2 (1953). \| \| Chuck Yeager \| Yeager \| 13. Februar 1923 \| Erster Überschallflug 1947, 1962 erster Kommandant der USAF Aerospace Research Pilot School. \| \| Georgi Konstantinowitsch Mossolow \| Mossolow \| 3. Mai 1926 \| Testete u. a. die Mikojan-Gurewitsch MiG-21 \| \| William John Knight \| Knight \| 18. November 1929 \| Bisher schnellster Pilot eines Flugzeugs mit Mach 6,72 (3. Oktober 1967). \| \| Michael James Adams \| Adams \| 5. Mai 1930 \| Pilot des X-15 Programms (verunglückte 1967 mit einer X-15 tödlich). \| \| Neil Armstrong \| Armstrong \| 5. August 1930 \| Erster Mensch auf dem Mond und einer der Piloten der X-15. \| \| John Watts Young \| Young \| 24. September 1930 \| Einziger Mensch, der vier verschiedene Raumfahrzeuge gesteuert hat (Gemini, Apollo-Raumschiff, Apollo-Mondfähre, Space Shuttle) \| |             |                    | |
| Pilot | Nachname    | Geburtsdatum       | Anmerkungen |
| Adolphe Pégoud | Pégoud      | 13. Juni 1889      | Testpilot bei Louis Blériot, erster Fallschirmabsprung eines Piloten aus einem Flugzeug (Blériot XI), Flugvorführungen mit Messer-, Rücken-, Sturzflug und Looping vor dem Ersten Weltkrieg. |
| Willy Neuenhofen | Neuenhofen  | 24. April 1897     | Flog am 26. Mai 1929 mit 12.739 m mit einer Junkers W 34 einen Höhenweltrekord, verunglückte 1936 tödlich mit dem ersten Prototyp der Junkers Ju 87.                                         |
| Iwan Fjodorowitsch Petrow | Petrow      | 6. Oktober 1897    | Flog als Testpilot am Forschungsinstitut der Luftstreitkräfte der Sowjetunion 137 verschiedene Flugzeugtypen.                                                                                |
| Michail Michailowitsch Gromow | Gromow      | 24. Februar 1899   | Flog 1937 10148 Kilometer von Moskau nach San Jacinto/Kalifornien und überquerte dabei den Nordpol.                                                                                          |
| Waleri Pawlowitsch Tschkalow | Tschkalow   | 2. Februar 1904    | Führte 1937 einen Transpolarflug von Moskau nach Vancouver durch. |
| Wladimir Konstantinowitsch Kokkinaki | Kokkinaki   | 25. Juni 1904      | Gab während seiner 40-jährigen Laufbahn kein einziges Flugzeug auf. |
| Erich Warsitz | Warsitz     | 18. Oktober 1906   | Erster Flug eines Jet-Flugzeuges Heinkel He 178 (27. August 1939) und eines Flüssigkeits-Raketenflugzeuges Heinkel He 176 (20. Juni 1939).                                                   |
| Heini Dittmar | Dittmar     | 30. März 1911      | Erster Flug mit einer Geschwindigkeit von mehr als 1000 km/h (1003,67 km/h, 2. Oktober 1941, Messerschmitt Me 163 „Komet“).                                                                  |
| Hanna Reitsch | Reitsch     | 29. März 1912      | 40 Rekorde in allen Klassen und Flugzeugtypen. |
| Ludwig Hofmann | Hofmann     | 19. Juli 1912      | Jungfernflug mit der Flettner Fl 282 Kolibri, dem ersten einsatzfähigen Hubschrauber der Welt.                                                                                               |
| Heinz Scheidhauer | Scheidhauer | 16. August 1912    | War Testpilot bei Horten und überflog als erster Mensch im Segelflugzeug die Anden. |
| Erich Klöckner | Klöckner    | 22. November 1913  | Erster Segelflug am Rand der Stratosphäre 11. Oktober 1940 (erreichte Höhe: 11.460 m). |
| Mark Lasarewitsch Gallai | Gallai      | 16. April 1914     | Testete mindestens 124 Flugzeugtypen. |
| Fritz Wendel | Wendel      | 21. Februar 1915   | Geschwindigkeitsweltrekord (755 km/h) für Kolbenmotorflugzeuge (26. April 1939) mit der Messerschmitt Me 209.                                                                                |
| Lothar Sieber | Sieber      | 7. April 1922      | Erster bemannter senkrechter Raketenstart am 1. März 1945 mit der Bachem Ba 349 „Natter“ (dabei tödlich verunglückt).                                                                        |
| Alvin White | White       | 9. Dezember 1918   | Cheftestpilot der North American Aviation und des XB-70-Programms. |
| Eric Melrose Brown | Brown       | 21. Januar 1919    | Testpilot, der die meisten Flugzeugmuster weltweit flog (487 verschiedene Flugzeuge). Außerdem kann er die Rekordzahl von 2407 Flugzeugträgerlandungen vorweisen.                            |
| Albert Scott Crossfield | Crossfield  | 2. Oktober 1921    | Erster Flug mit Mach 2 (1953). |
| Chuck Yeager | Yeager      | 13. Februar 1923   | Erster Überschallflug 1947, 1962 erster Kommandant der USAF Aerospace Research Pilot School.                                                                                                 |
| Georgi Konstantinowitsch Mossolow | Mossolow    | 3. Mai 1926        | Testete u. a. die Mikojan-Gurewitsch MiG-21 |
| William John Knight | Knight      | 18. November 1929  | Bisher schnellster Pilot eines Flugzeugs mit Mach 6,72 (3. Oktober 1967). |
| Michael James Adams | Adams       | 5. Mai 1930        | Pilot des X-15 Programms (verunglückte 1967 mit einer X-15 tödlich). |
| Neil Armstrong | Armstrong   | 5. August 1930     | Erster Mensch auf dem Mond und einer der Piloten der X-15. |
| John Watts Young | Young       | 24. September 1930 | Einziger Mensch, der vier verschiedene Raumfahrzeuge gesteuert hat (Gemini, Apollo-Raumschiff, Apollo-Mondfähre, Space Shuttle)                                                              |